# 1090
| [ Edytuj tabelę ]          |                                                                         |
| Książę Polski              | - 1079 Władysław I Herman 1102                                          |
| Król Angkoru               | - 1080 Dżajawarman VI 1107                                              |
| Król Anglii                | - 1087 Wilhelm II Rudy 1100                                             |
| Król Aragonii i Nawarry    | - 1063 Sancho Ramírez 1094                                              |
| Hrabia Barcelony           | - 1076 Berengar Rajmund II 1097 - 1082 Rajmund Berengar III Wielki 1131 |
| Książę Bawarii             | - 1077 Henryk VIII 1096                                                 |
| Książę Burgundii           | - 1079 Odo I 1102                                                       |
| Cesarz Bizancjum           | - 1081 Aleksy I Komnen 1118                                             |
| Cesarz Chin                | - 1085 Song Zhezong 1100                                                |
| Książę Czech               | - 1061 Wratysław II 1092                                                |
| Król Danii                 | - 1086 Olaf I Głód 1095                                                 |
| Władca Egiptu              | - 1036 Al-Mustansir 1094                                                |
| Król Francji               | - 1060 Filip I 1108                                                     |
| Król Gruzji                | - 1089 Dawid IV Budowniczy 1125                                         |
| Hrabia Holandii            | - 1061 Dirk V 1091                                                      |
| Cesarz Japonii             | - 1086 Horikawa 1107                                                    |
| Kalif                      | - 1075 Al-Muktadi 1094                                                  |
| Król Kastylii              | - 1072 Alfons VI 1109                                                   |
| Wielki książę Kijowa       | - 1078 Wsiewołod I 1093                                                 |
| Patriarcha Konstantynopola | - 1084 Mikołaj III Gramatyk 1111                                        |
| Władca Korei               | - 1083 Sŏnjong 1094                                                     |
| Władca Maroka              | - 1070 Jusuf ibn Taszfin 1106                                           |
| Król Norwegii              | - 1066 Olaf III Pokojowy 1093                                           |
| Książę Obodrzyców          | - 1066 Krut 1093                                                        |
| Hrabia Palatynatu          | - 1085 Henryk II z Laach 1095                                           |
| Papież                     | - 1084 Klemens III (antypapież) 1100 - 1088 Urban II 1099               |
| Cesarz rzymski (niemiecki) | - 1084 Henryk IV 1105                                                   |
| Książę Saksonii            | - 1072 Magnus 1106                                                      |
| Sułtan Seldżuków           | - 1072 Malikszah I 1092                                                 |
| Król Szkocji               | - 1058 Malcolm III 1093                                                 |
| Król Szwecji               | - 1083 Inge I Starszy 1110                                              |
| Doża Wenecji               | - 1084 Vitale Faliero 1096                                              |
| Król Węgier                | - 1077 Władysław I Święty 1095                                          |

Rok 1090 / MXC
stulecia: X wiek ~
XI wiek ~
XII wiek

lata: 1080 «
1085 «
1086 «
1087 «
1088 «
1089 «
1090
» 1091
» 1092
» 1093
» 1094
» 1095
» 1100

## Wydarzenia w Polsce
- Cofnięcie przywileju  biskupstwa praskiego przez Wratysława II.
- Nakło zostało zdobyte przez wojska polskie dowodzone przez palatyna Sieciecha. Odsiecz Pomorzan została odparta.

## Wydarzenia na świecie
- Azja
  - Pierwsze potwierdzone użycie busoli przez żeglarzy chińskich.

- Europa
  - Malta została zdobyta przez Normanów i przyłączona do księstwa, a następnie Królestwa Sycylii.

## Urodzili się
- Bernard z Clairvaux (zm. 1153)

## Zmarli
- Viên Chiếu – wietnamski mistrz thiền ze szkoły vô ngôn thông (ur. 999)